# Leptosiphon acicularis
Leptosiphon acicularis là một loài thực vật có hoa trong họ Polemoniaceae. Loài này được (Greene) Jeps. mô tả khoa học đầu tiên năm 1902.